# 澳門巴士H1路線
澳門巴士H1路線是由澳巴經營，往返山頂醫院和水坑尾的巴士路線。

## 開線構想
- 2008年，交通事務局曾構思“九座位車輛客運服務”，行駛的路線是“點對點”，由政府指定行駛路線，有關車輛亦只能按規定出發點和落車點上落客（中途不停站），這種運作模式比現時的巴士要求更嚴謹。更重要的是，“點對點”運作方式可減低與公共巴士服務和的士服務之間潛在的競爭，避免出現功能和資源重疊。由於有異於現時的士的經營模式，故不會與的士構成競爭。這亦是為何政府不考慮採用個人方式經營的原因，避免出現“爭客”及路線重疊。

- 政府在構思引進有關服務主要是回應社會大衆的訴求，構思時已考慮和平衡各方面的權益，包括市民。交通事務局局長汪雲強調，各種公交工具有不同的服務對象，政府提出引入“九座位車輛客運服務”的原因之一是服務弱勢社群、補充現時的士和巴士未能服務的區域，尤其是道路條件受限制的舊區。2008年4月，汪雲表示現時已試行了數個月的H1山頂醫院循環專線，是使用中巴行駛，實際上用九座位小巴已可滿足客量需求，這將可騰出中巴司機轉駕大型巴士，改善公共巴士的人力資源分配。[1] 後受到業界強烈反對而取消“九座位車輛客運服務”。

## 簡介及歷史
- 2006年9月3日，為向居民提供靈活及直達山頂醫院的巴士服務，本線開設，試驗期為三個月，由新福利及澳巴聯營。[2][3]

- 2006年12月3日，首兩個月乘客量平均每日約180人，每班次只有約2.8人乘搭，載客率為8.3%。為進一步觀察及評估該路線的成效，續辦三個月。[4][5]

- 2007年11月28日，因進行愕斜巷電梯工程，本線延伸至東望洋新街，並停靠「東望洋新街」站。[6]
  - 當時走線：山頂醫院總站 — 加思欄花園 — 山頂醫院 — 得勝斜巷 — 東望洋斜巷 — 水坑尾／公共行政大樓 — 八角亭 — 亞馬喇前地 — 葡京酒店 — 加思欄馬路 — 得勝斜巷 — 東望洋新街 — 加思欄花園 — 山頂醫院總站

- 2009年4月26日，配合交通事務局實施第二階段巴士路線調整，取消羅理基、松山隧道及士多紐拜斯等路段，並延伸至亞馬喇前地。[7][8]

- 2009年12月9日，因愕斜巷電梯工程完工，取消途經東望洋新街，班次由原來15分鐘調整至10分鐘。[9][10]

- 2011年4月1日，配合山頂醫院擴建工程施工，取消停靠「山頂醫院」站。[11]

- 2011年8月1日，本線改由維澳蓮運營運，並調整服務時間為07:30-20:30。

- 2013年12月1日，新增停靠「山頂醫院急診大樓」站。[12]

- 2014年7月1日，本線改由新時代營運。

- 2015年1月31日，因得勝斜巷隧道工程，總站改於「山頂醫院急診大樓」站，且不途經得勝斜巷、東望洋斜巷及加思欄花園，新增停靠「塔石體育館」站。[13]

- 2016年5月23日，新時代引入多部Rosa小巴行駛，並安排行駛於本線。[14]

- 2016年7月2日，因得勝斜巷工程已完工，本線恢復以「山頂醫院總站」為總站，恢復停靠「加思欄花園」、「得勝斜巷」、「東望洋斜巷」站，取消停靠「塔石體育館」站。[15]

- 2016年11月9日，調整服務時間為07:30-20:30，週一至週六（公眾假期除外）班距10分鐘，週日及公眾假期07:30-12:00班距15-18分鐘，12:00-20:30班距10-12分鐘。[16]

- 2018年8月1日，本線改由澳巴經營，是繼開線以來澳巴再次經營本線。

- 2019年7月27日起，“得勝斜巷”站改名為“得勝斜路”。

- 2021年5月4日至28日，因加思欄新馬路道路工程影響，期間“愕斜巷／山頂醫院”、“山頂醫院總站” 、“嘉思欄花園”及“得勝斜路”站暫停使用，臨時改由“東望洋斜巷”作起點站，並以“山頂醫院急診大樓”站為總站。

- 2022年7月11日至17日，本線改以特別巴士專線方式營運，僅供特許人士乘搭。[17][18]

- 2022年7月18日至22日，因宣佈延長“相對靜止管理”措施，本線維持上述措施。[19]

- 2022年12月22日至27日，尾班車臨時延至01:00。[20][21][22]

- 2022年12月28日起，取消上述之臨時措施，恢復原尾班車時間。

- 2024年9月7日起，「加思欄花園」站改名為「加思欄／公共衛生專科大樓」。

## 本線特色
- 本線編號中H字頭取自葡萄牙文／英文：Hospital的首個字母，意即是醫院專線。也是首條以H開頭的巴士路線。
- 據交通事務局2021年第四季統計資料中，本線是澳門日間巴士線中最短路線之首，行駛里數為3.64公里。同時是全澳載客量最少的巴士路線。[23]

## 使用車輛

### 新福利及澳巴聯營時期
2011年7月前：
- 澳巴：豐田Coaster

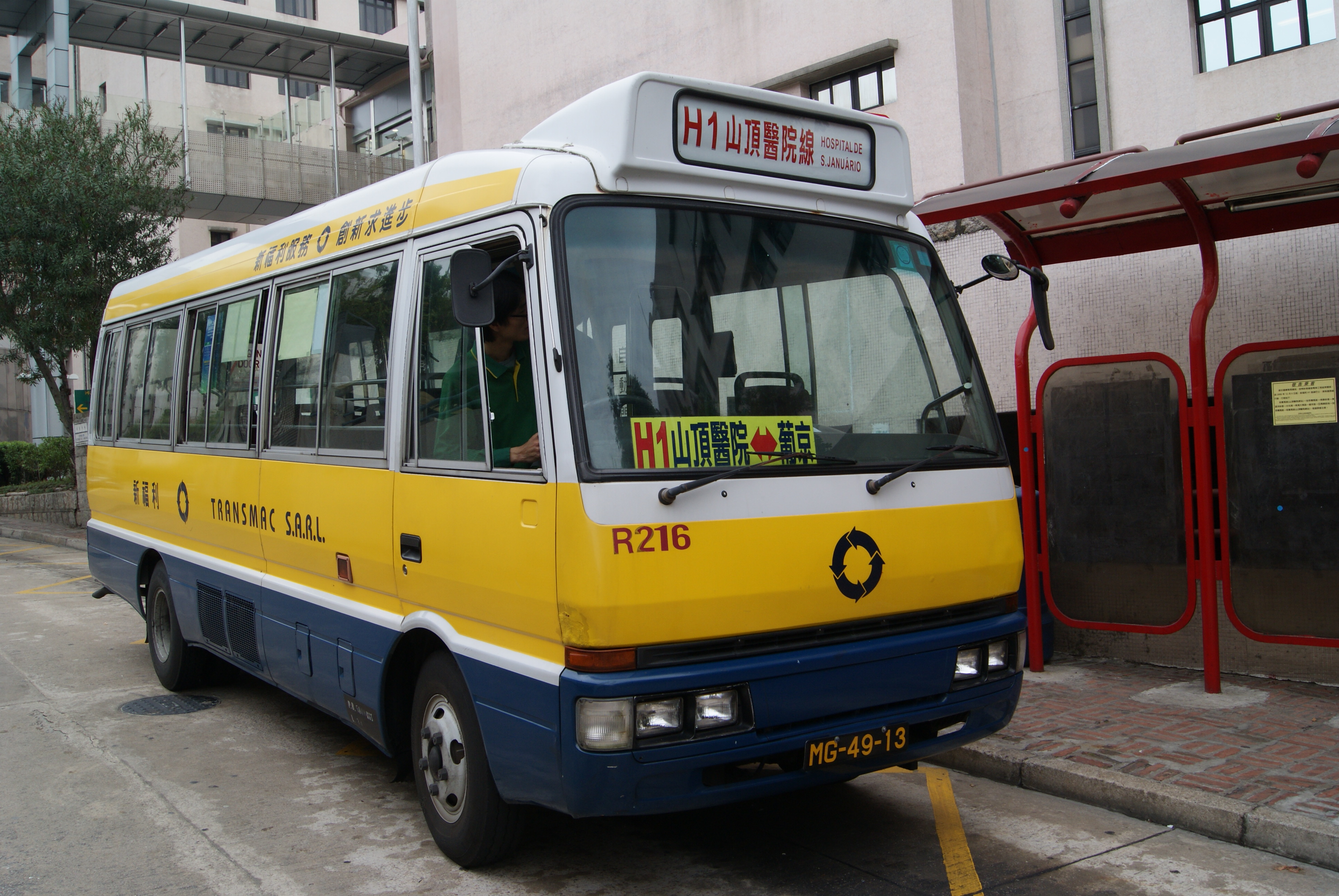
新福利：三菱Rosa（單門版）

2011年7月後：
- 澳巴：豐田Coaster
- 新福利：三菱Rosa（雙門版）

### 維澳蓮運時期

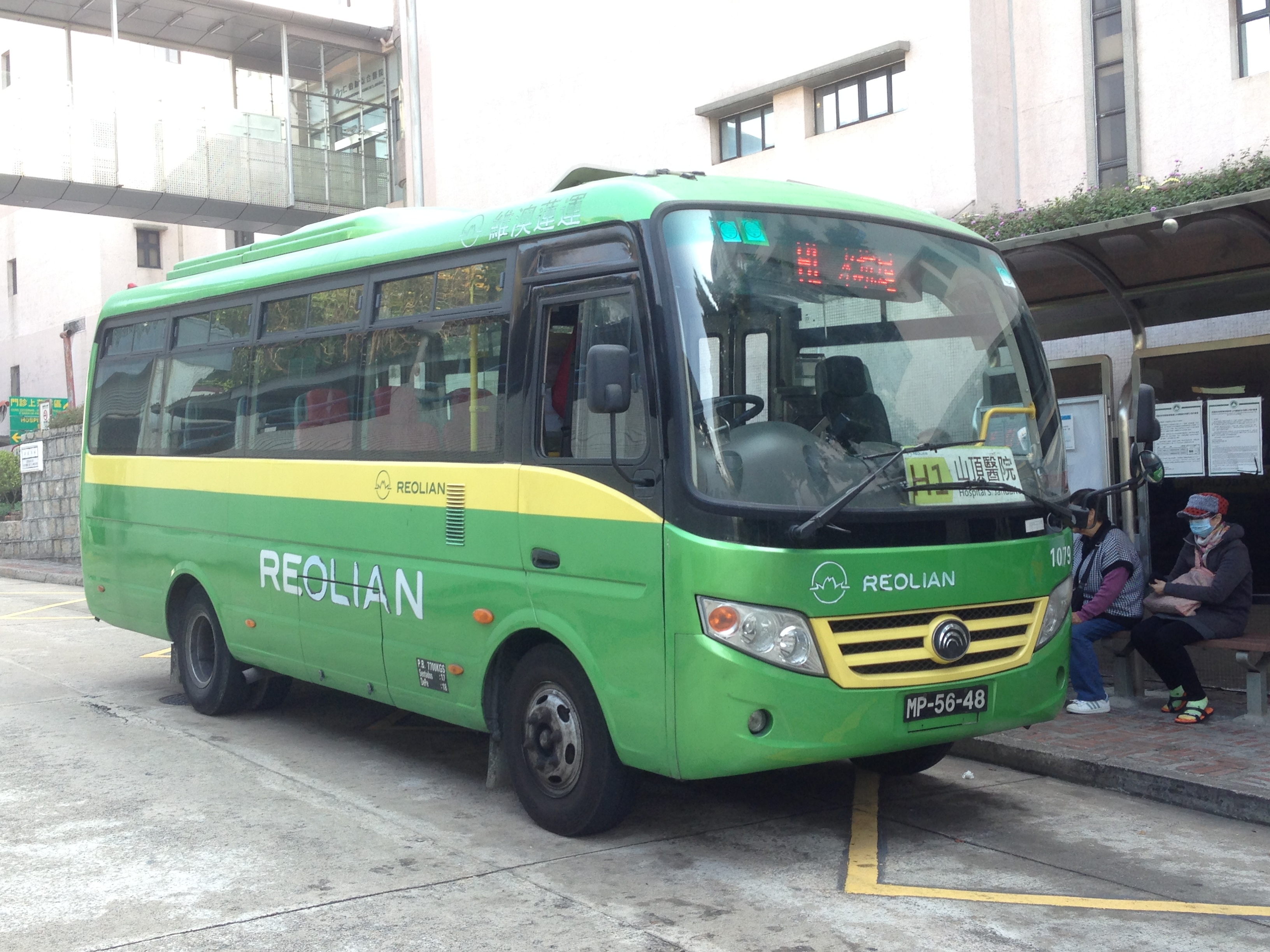
宇通ZK6770HG

### 新時代時期

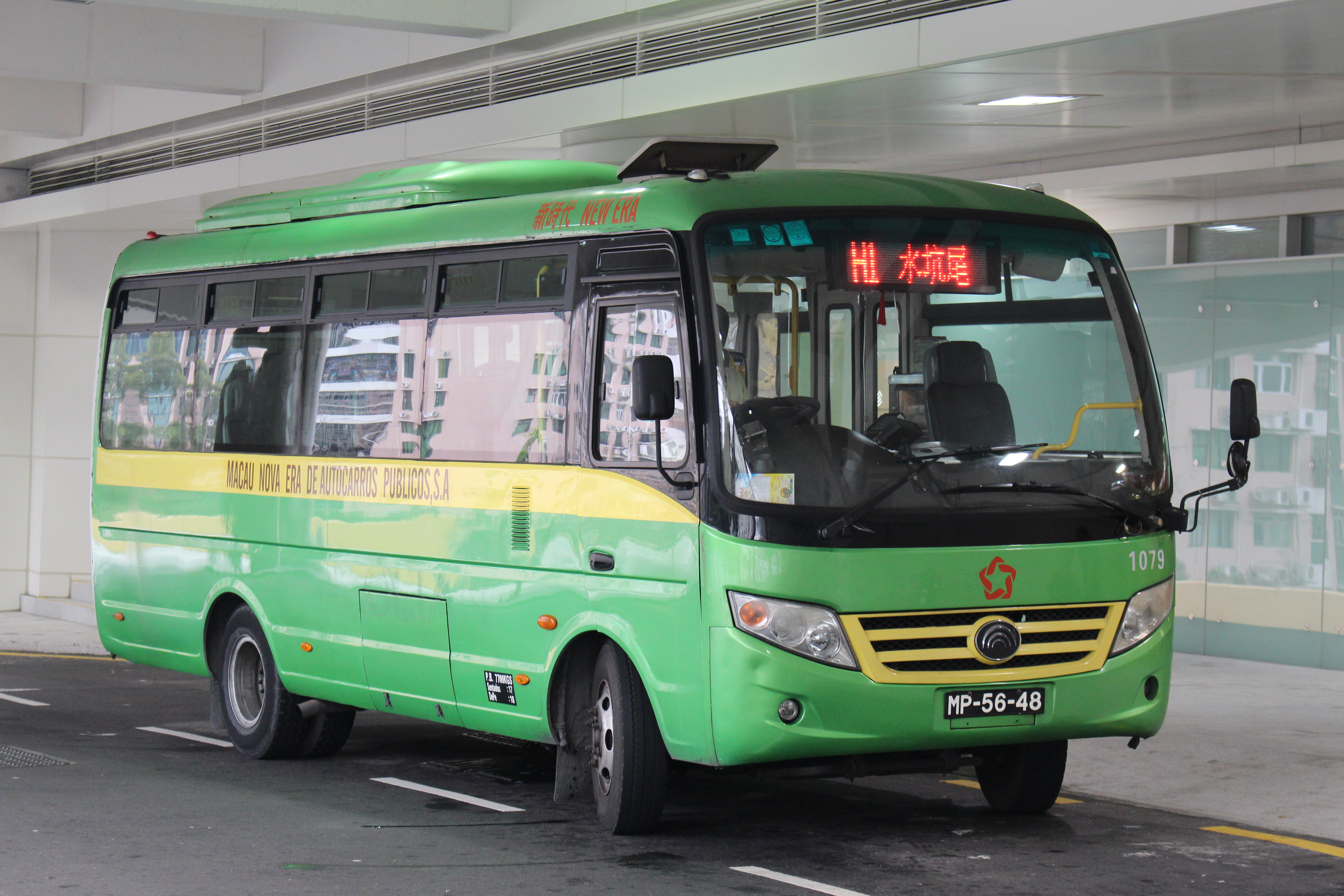
宇通ZK6770HG
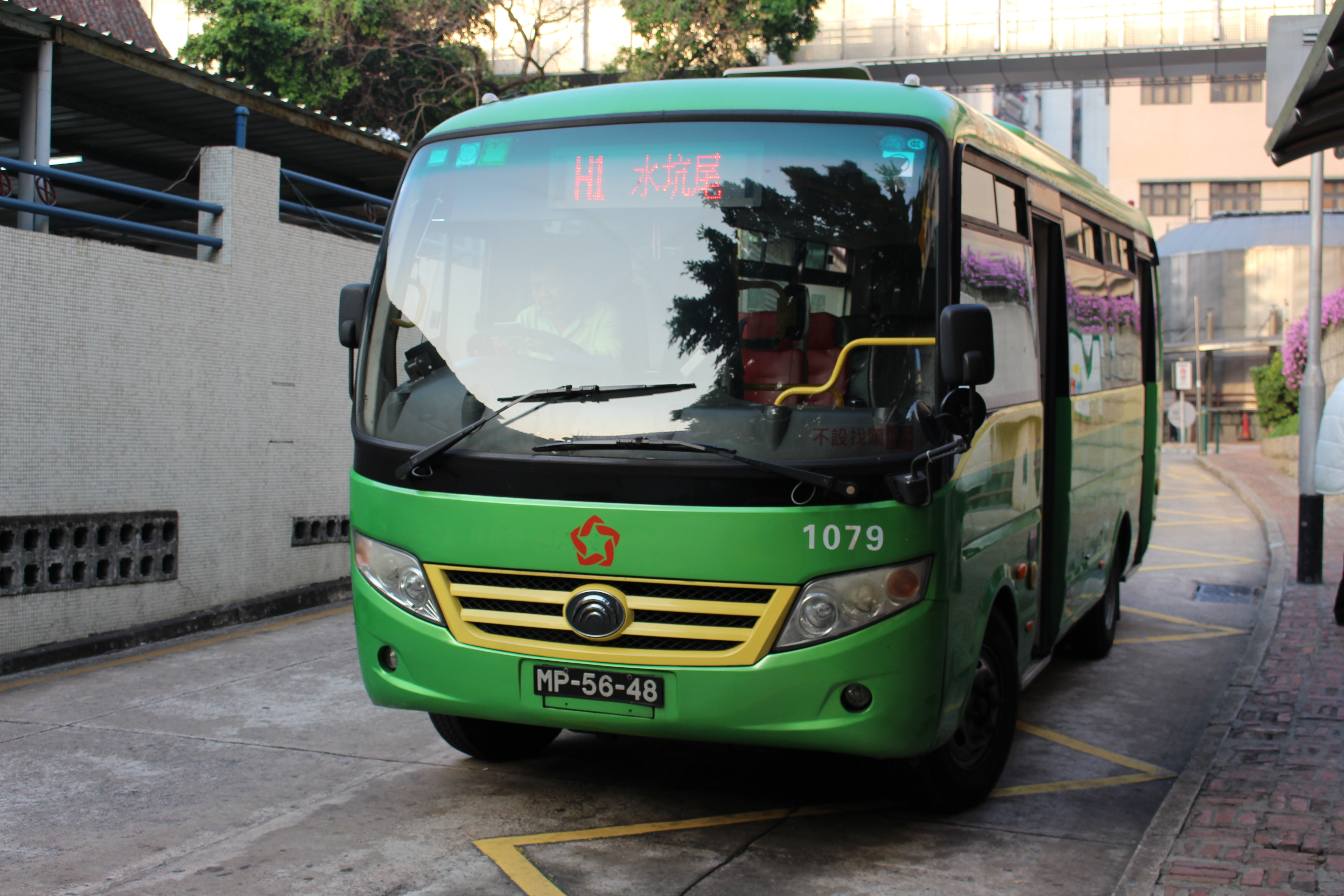
宇通ZK6770HG
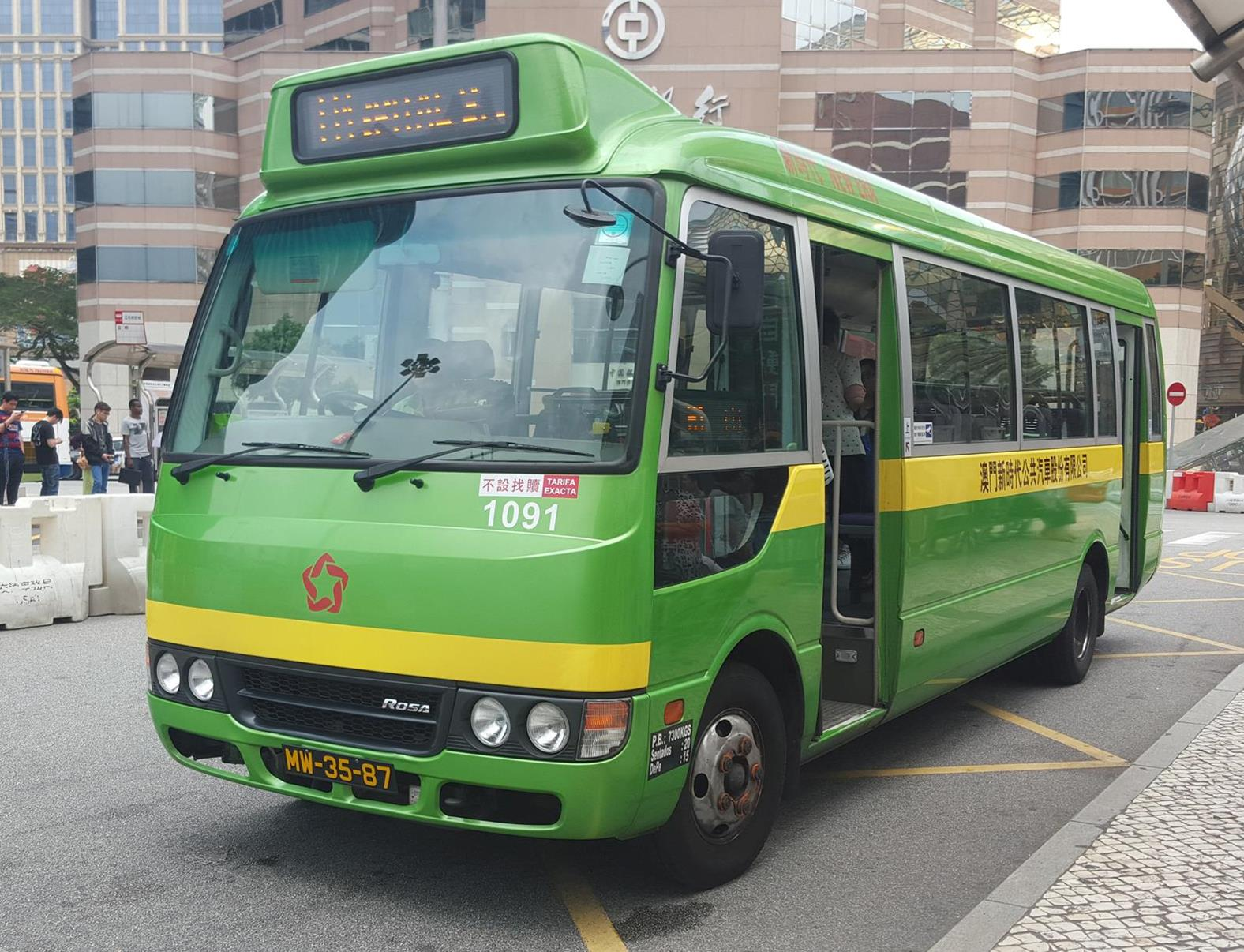
三菱Rosa
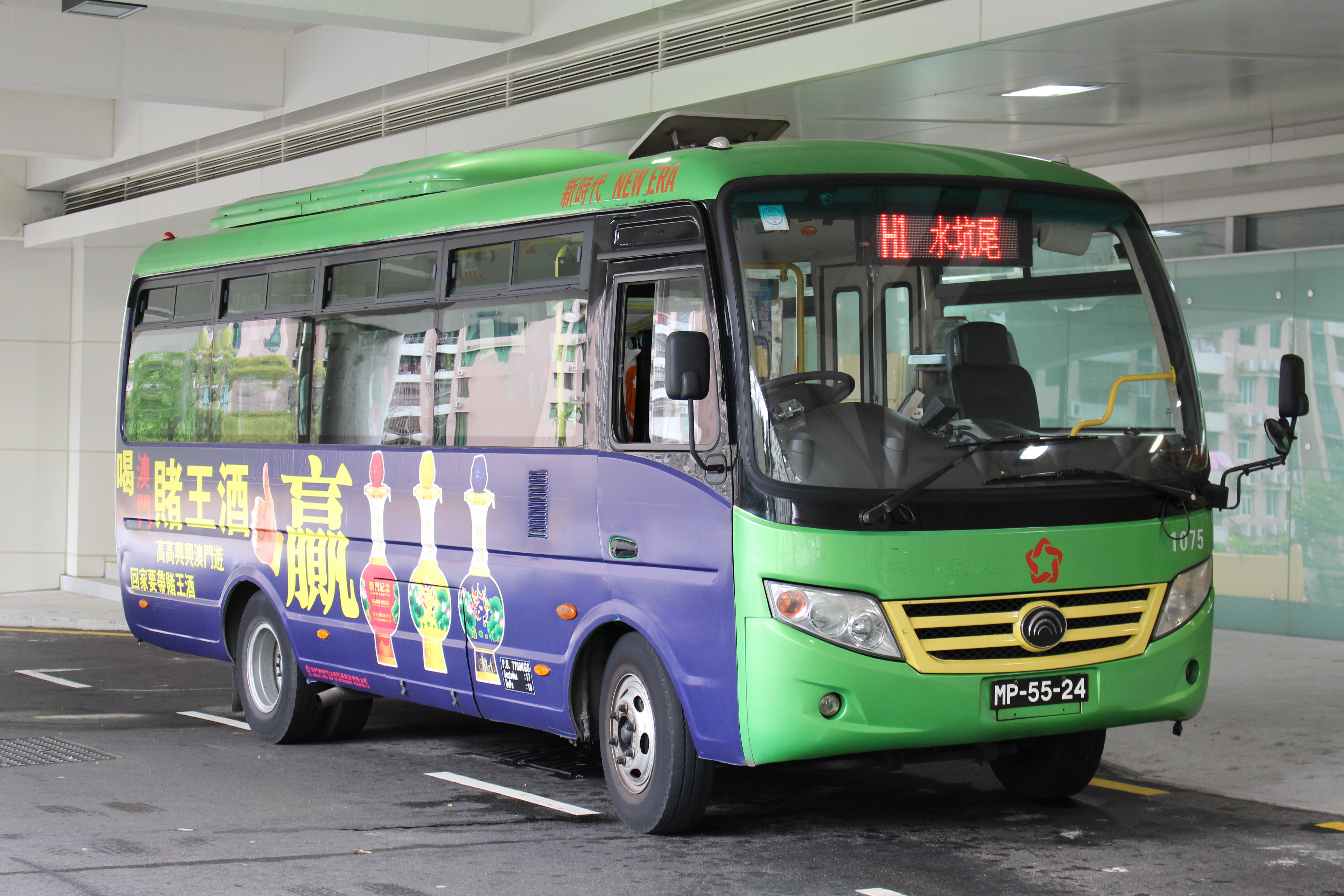
宇通ZK6770HG

### 澳巴時期
2021年9月前：

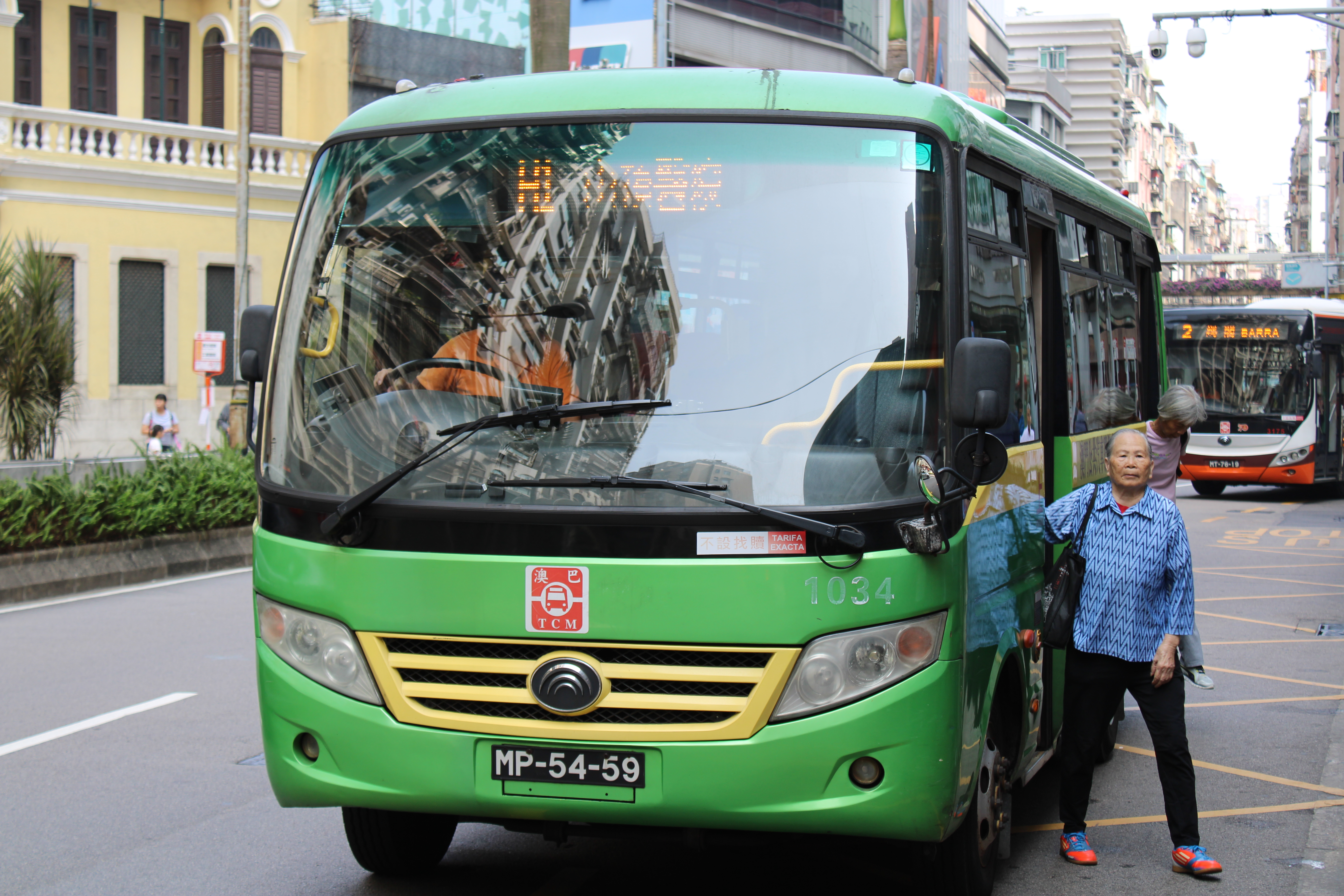
宇通ZK6770HG
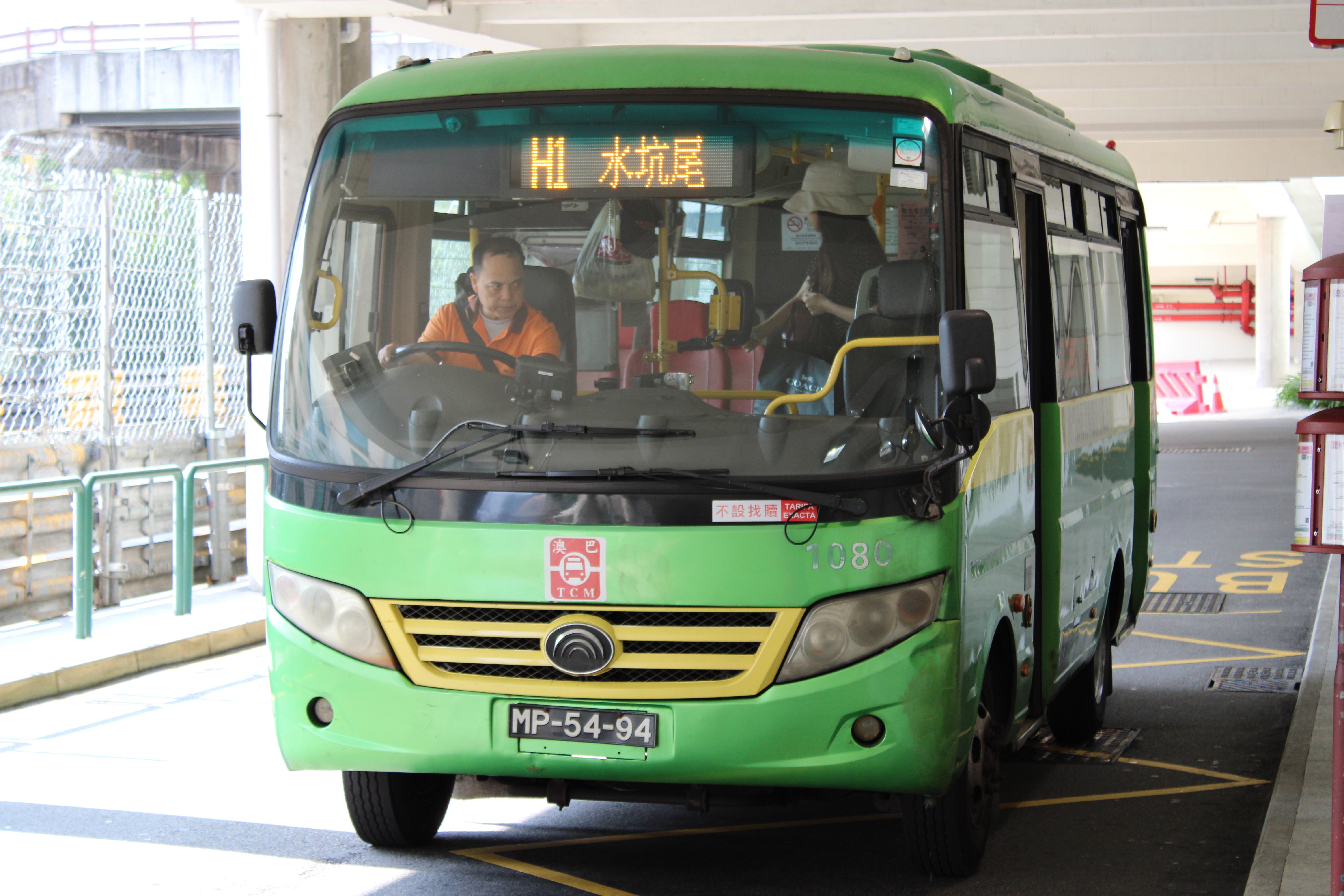
宇通ZK6770HG
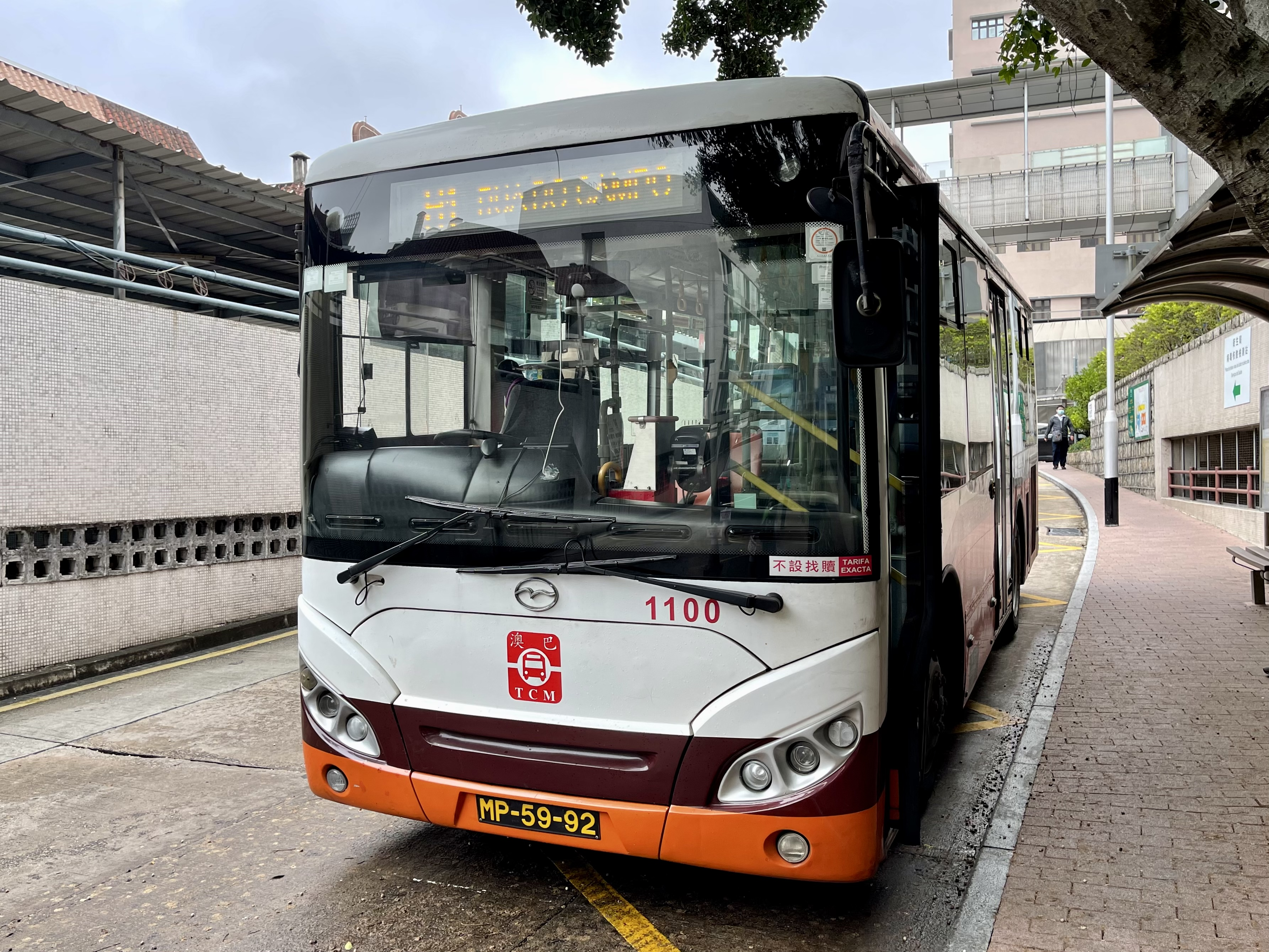
五洲龍FDG6751G
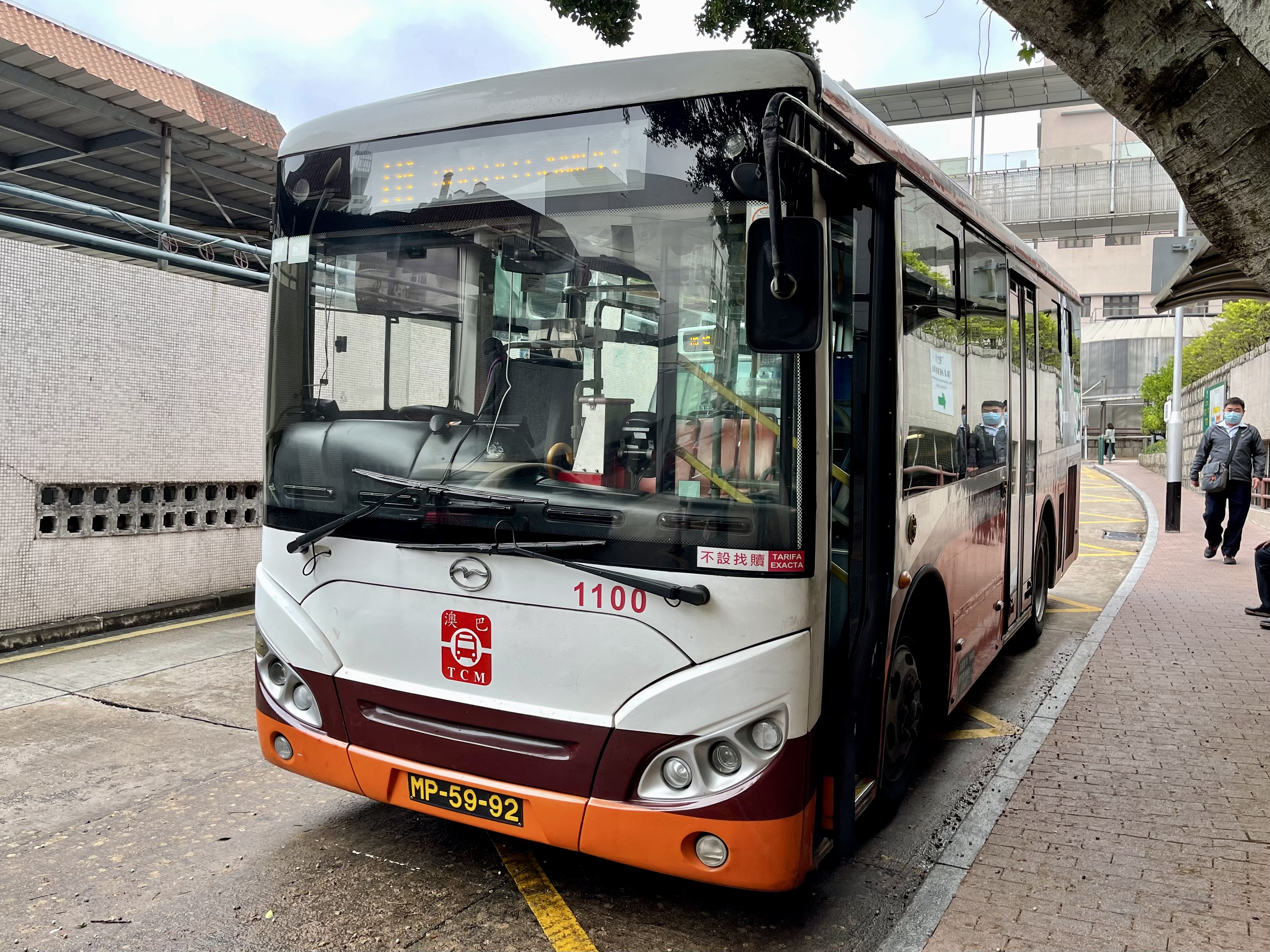
五洲龍FDG6751G
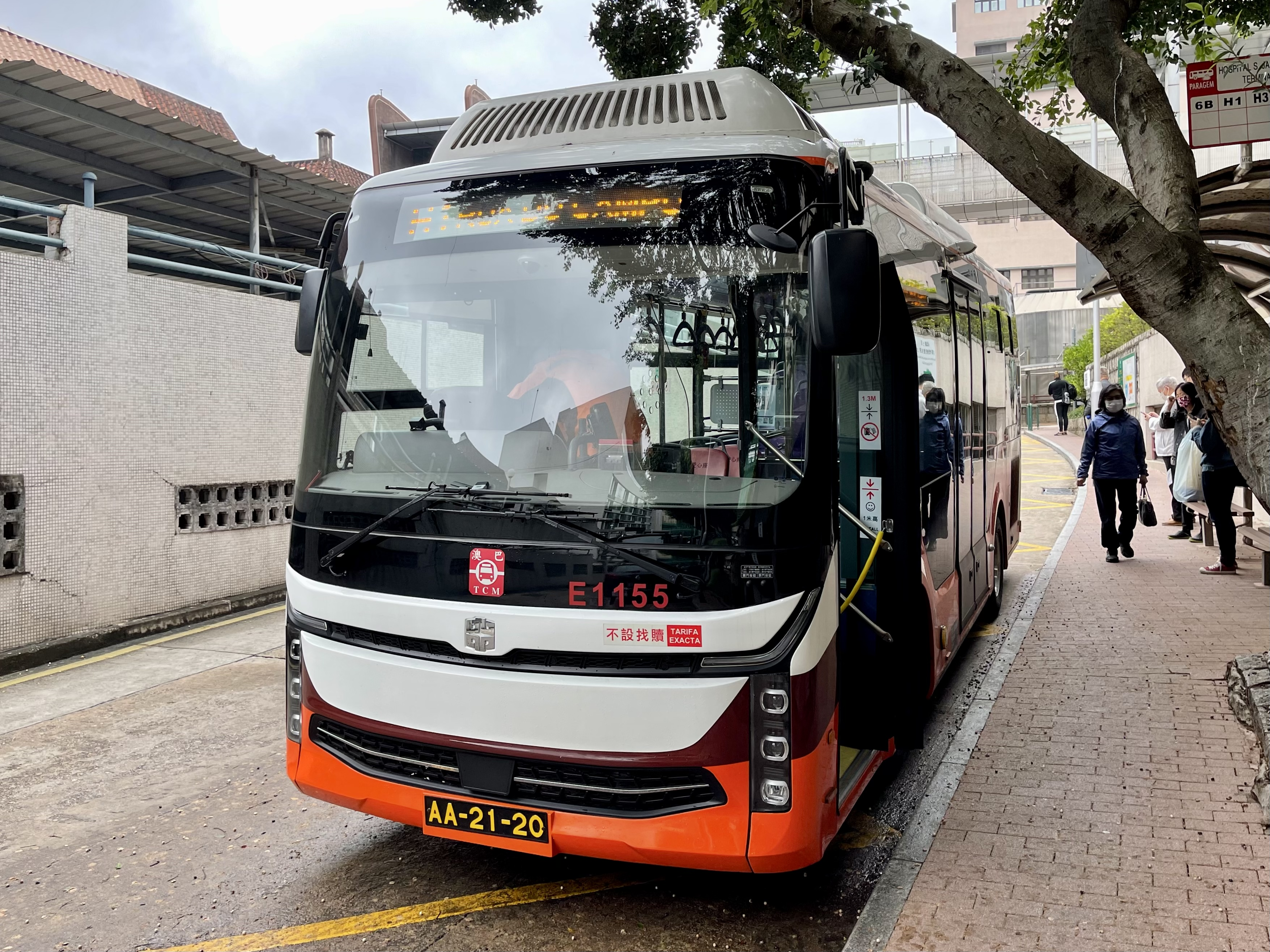
中通LCK6759SHEVG
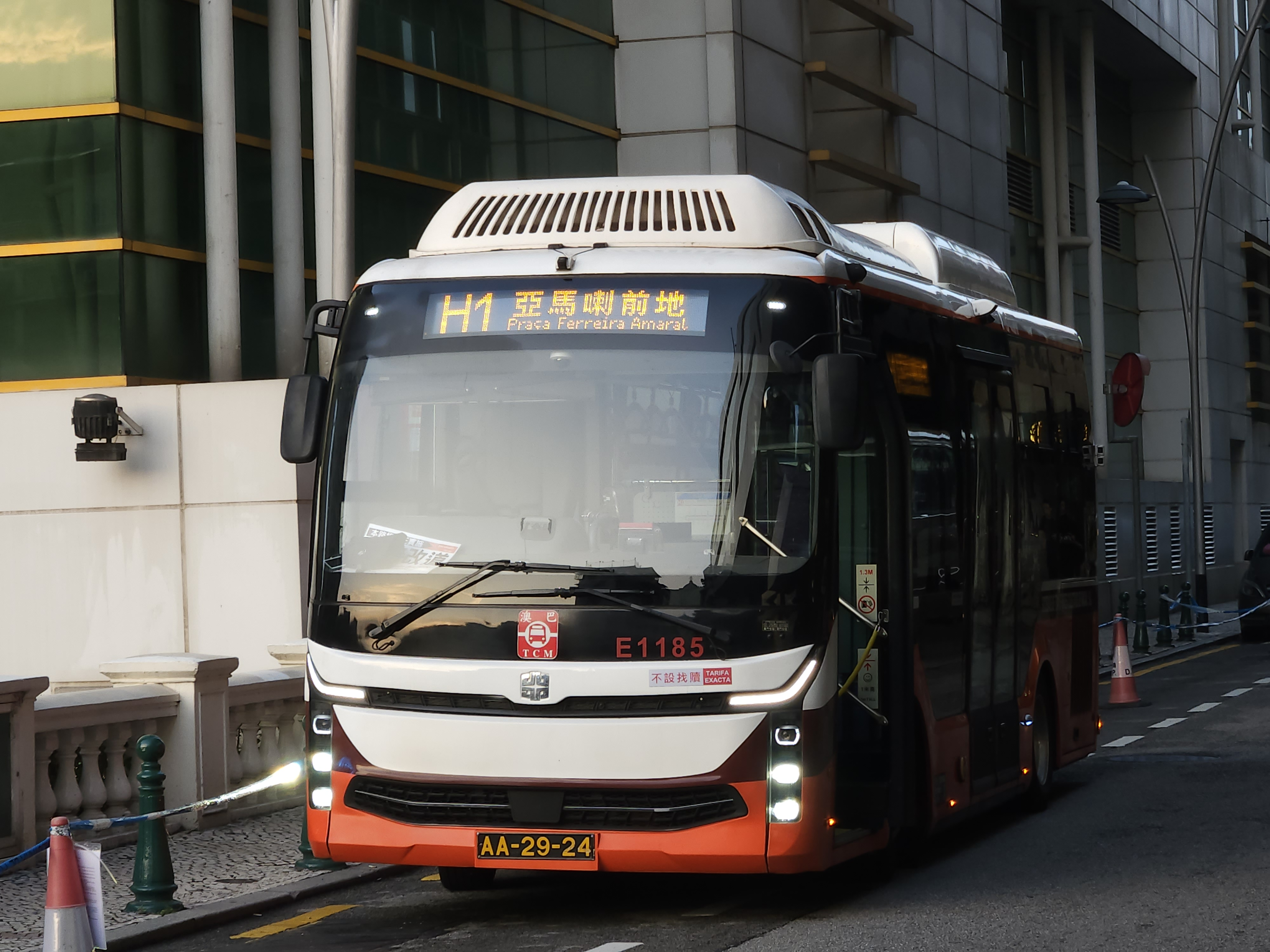
中通LCK6759SHEVG
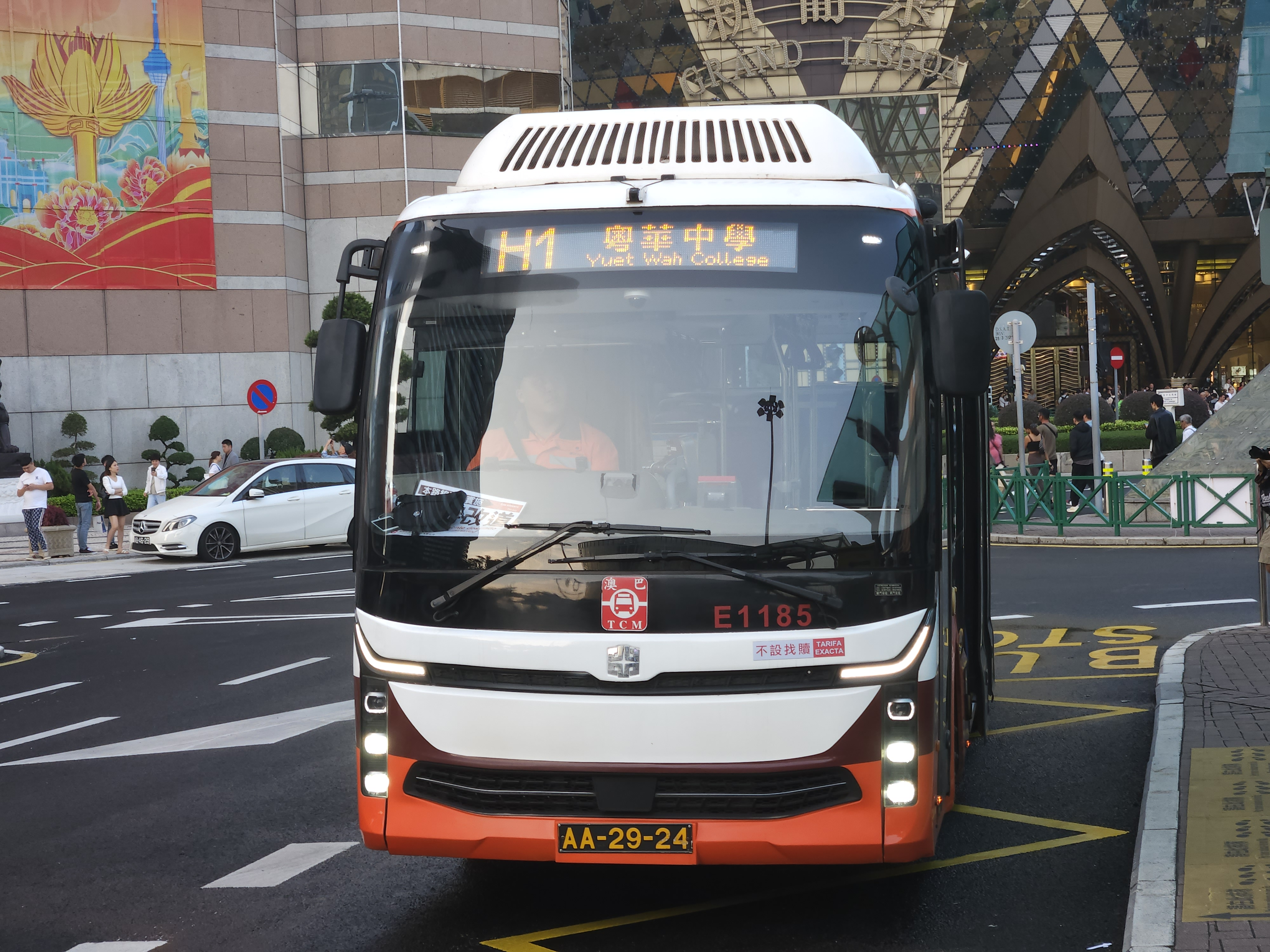
中通LCK6759SHEVG
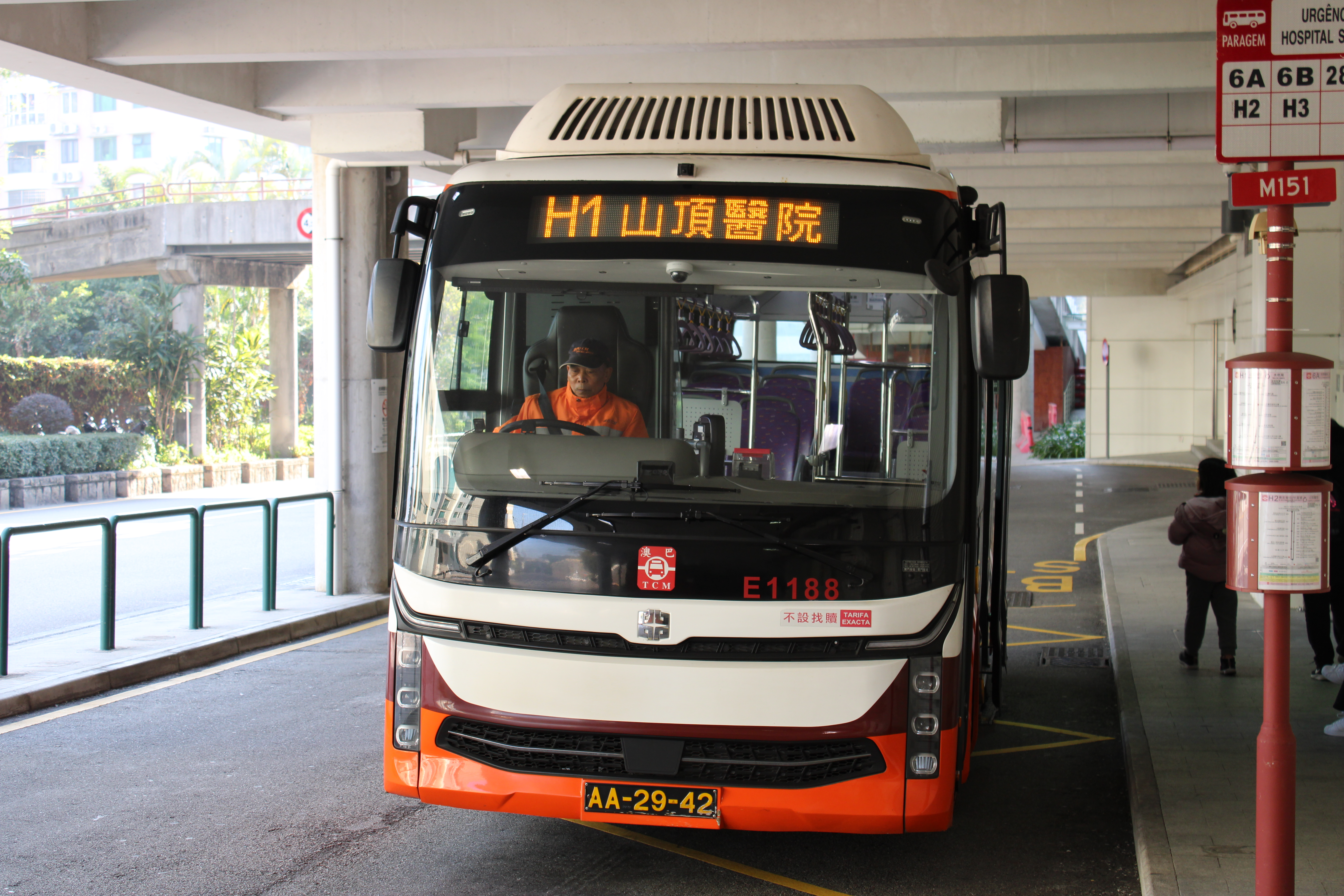
中通LCK6759SHEVG
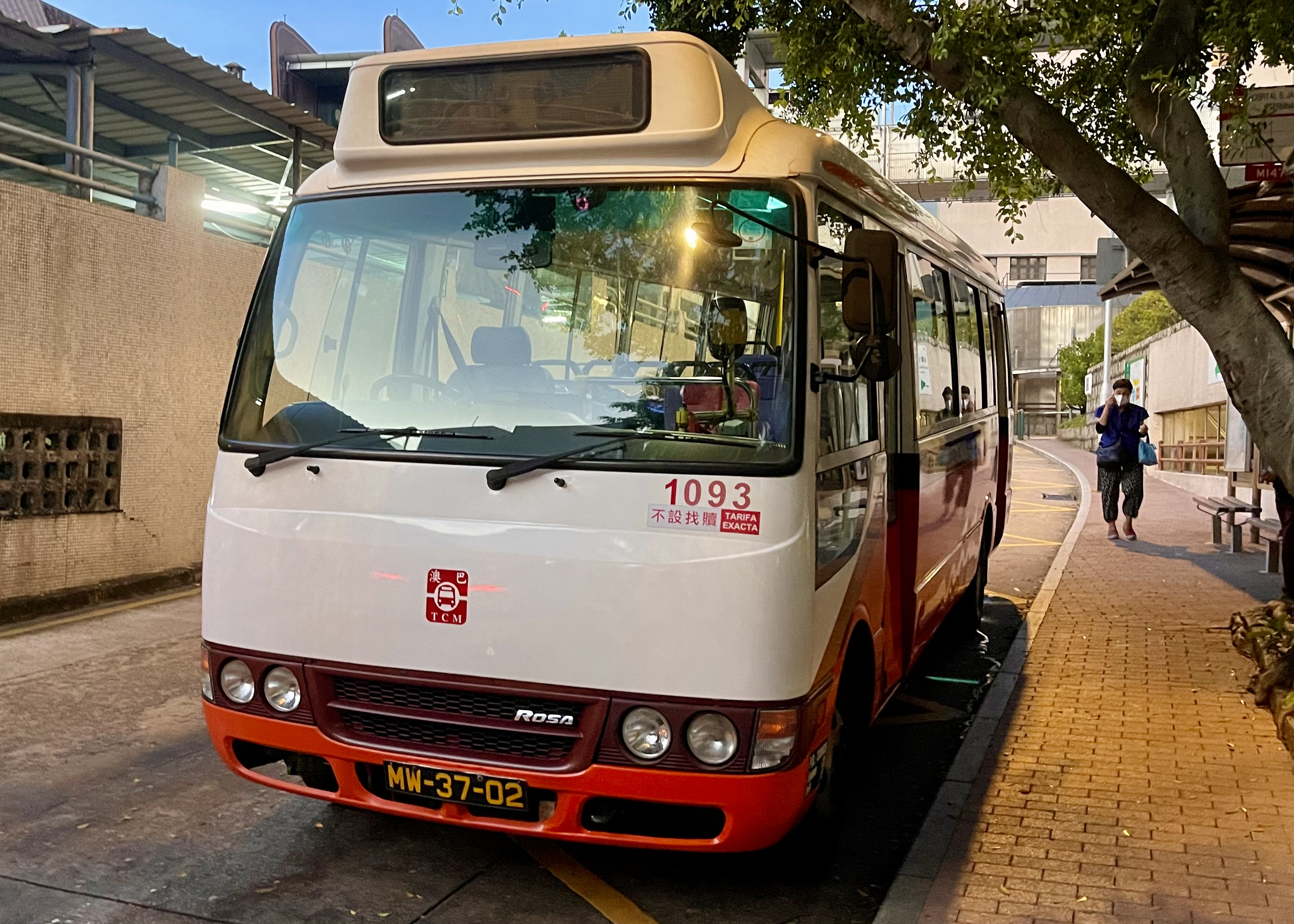
三菱Rosa
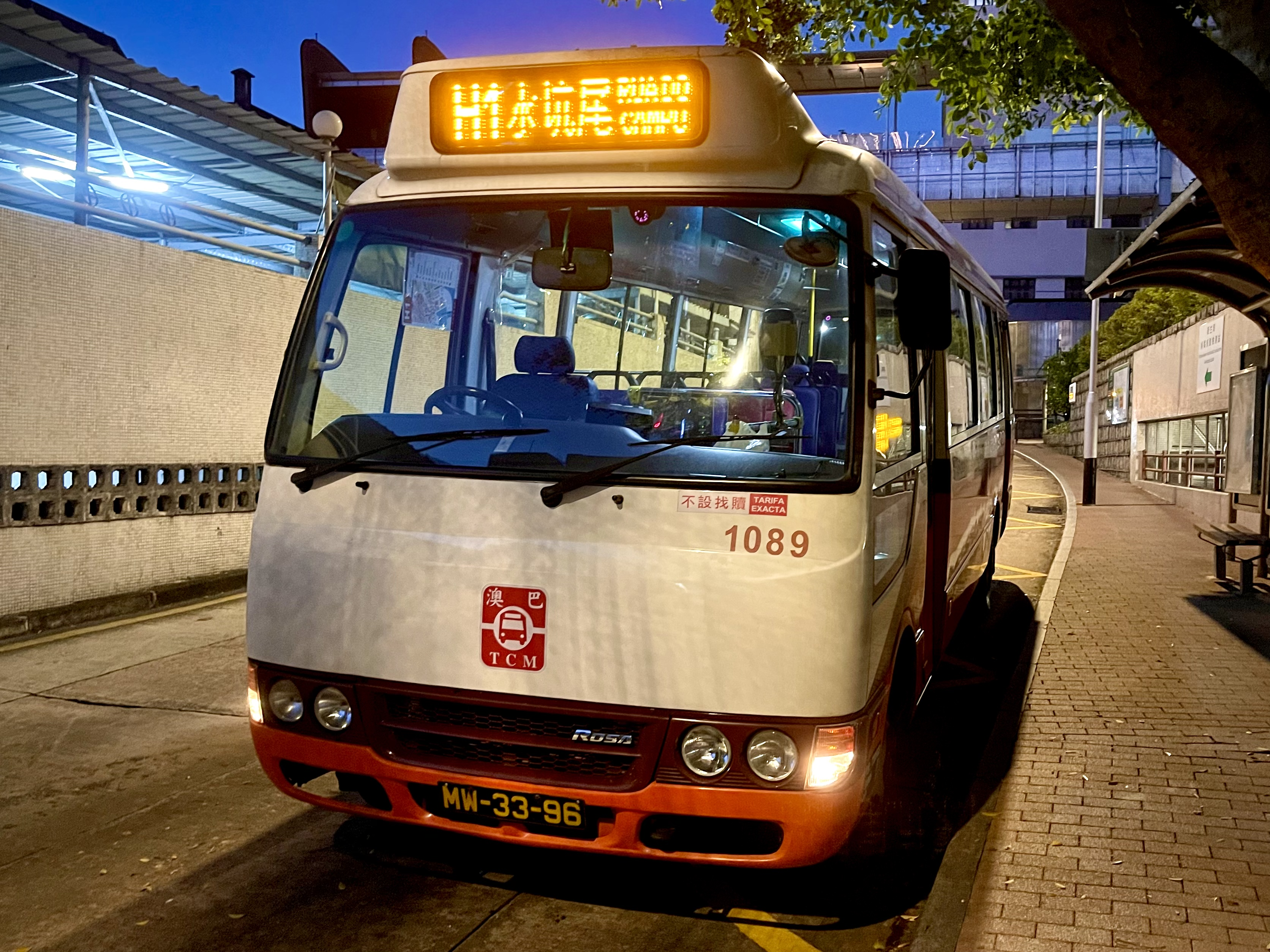
三菱Rosa

2021年9月後
- 五洲龍FDG6751G

2022年2月28日起：
- 五洲龍FDG6751G
- 中通LCK6759SHEVG
- 宇通ZK6770HG

2022年3月18日起：
- 五洲龍FDG6751G
- 中通LCK6759SHEVG

2022年4月30日起：
- 中通LCK6759SHEVG

2022年8月6日起：
- 中通LCK6759SHEVG
- 三菱Rosa（例假日限定）

2022年9月4日起：
- 中通LCK6759SHEVG

2022年9月26日起：
- 中通LCK6759SHEVG
- 三菱Rosa

2023年8月起：
- 中通LCK6759SHEVG

## 電牌
| 往水坑尾方向   | 往水坑尾方向            | 往水坑尾方向 |
| 日期           | 頭牌                    | 圖例         |
| -------------- | ----------------------- | ------------ |
| 開線至今       | 水坑尾                  |              |
| 往山頂醫院方向 |                         |              |
| 日期           | 頭牌                    | 圖例         |
| 開線至今       | 山頂醫院                |              |
| 大賽車期間     | 粵華中學                |              |
| 大賽車期間     | 亞馬喇前地 （轉頁顯示） |              |

## 路線資料

### 收費
| 收費類別     | 收費類別                      | 收費類別             | 費用 |
| ------------ | ----------------------------- | -------------------- | ---- |
| 現金         | 現金                          | 現金                 | $6.0 |
| 境外支付工具 | 支付寶（內地及香港）          | 支付寶（內地及香港） | $6.0 |
| 境外支付工具 | 雲閃付 非綁定澳門銀聯卡       |                      | $6.0 |
| 境外支付工具 | 微信支付（內地及香港）        |                      | $6.0 |
| 境外支付工具 | 交通聯合 非澳門發行的全國通卡 |                      | $6.0 |
| 境內支付工具 | 澳門通                        | 全民卡               | $3.0 |
| 境內支付工具 | 澳門通                        | 學生卡               | $1.5 |
| 境內支付工具 | 澳門通                        | 長者卡               | 免費 |
| 境內支付工具 | 澳門通                        | 殘疾卡               | 免費 |
| 境內支付工具 | 聚易用＋                      | 聚易用＋             | $3.0 |

### 服務時間及班距
| 服務時間                     | 每天        |
| ---------------------------- | ----------- |
| 山頂醫院總站                 | 07:30-20:30 |
| 班距                         | 10-15分鐘   |
| 懸掛8號風球後1小時開出尾班車 |             |

### 路線停站
| H1   | 山頂醫院 ↺ 水坑尾 | 山頂醫院 ↺ 水坑尾        |
| 序號 | 循環線            | 循環線                   |
| 序號 | 站號              | 站名                     |
| 1    | M147              | 山頂醫院總站             |
| 2    | M165              | 加思欄／公共衛生專科大樓 |
| 3    | M151              | 山頂醫院急診大樓         |
| 4    | M150              | 得勝斜路                 |
| 5    | M148              | 東望洋斜巷               |
| 6    | M153/1            | 水坑尾／公共行政大樓     |
| 7    | M168              | 八角亭                   |
| 8    | M172/9            | 亞馬喇前地               |
| 9    | M69/2             | 葡京酒店                 |
| 10   | M164              | 加思欄馬路               |
| 11   | M151              | 山頂醫院急診大樓         |
| 12   | M147              | 山頂醫院總站             |

### 賽車期間路線停站
| H1   | 東望洋斜巷 ↺ 亞馬喇前地 | 東望洋斜巷 ↺ 亞馬喇前地  |
| 序號 | 循環線                  | 循環線                   |
| 序號 | 站號                    | 站名                     |
| 1    | M148                    | 東望洋斜巷               |
| 2    | M153                    | 水坑尾／公共行政大樓     |
| 3    | M173                    | 約翰四世大馬路           |
| 4    | M172                    | 亞馬喇前地               |
| 5    | M261                    | 約翰四世大馬路／馬統領街 |
| 6    | M144                    | 水坑尾／天神巷           |
| 7    | M149                    | 粵華中學                 |

- 粗體字為大賽車期間臨時停靠站點

## 客量
- 根據2022年第一季巴士統計資料中，本線載客量為555人次，為全澳最少。[24]

- 2022年第二季載客量為544人次，維持全澳最少。 [25]

## 圖片集

### 新福利及澳巴聯營時期
- 三菱Rosa（新福利）

### 維澳蓮運時期
- 宇通ZK6770HG

### 新時代時期
- 宇通ZK6770HG
- 宇通ZK6770HG
- 三菱Rosa
- 宇通ZK6770HG

### 澳巴時期
- 宇通ZK6770HG
- 宇通ZK6770HG
- 五洲龍FDG6751G
- 五洲龍FDG6751G
- 中通LCK6759SHEVG
- 中通LCK6759SHEVG
- 中通LCK6759SHEVG
- 中通LCK6759SHEVG
- 三菱Rosa
- 三菱Rosa

## 外部連結
- 澳門公共汽車股份有限公司（官方網站） （页面存档备份，存于）